# Dieter Semetzky
Dieter Semetzky (født 3. november 1949 i Dresden) er en tysk tidligere roer.

## Karriere

### Roning
Semetzky var styrmand i flere både fra SC Einheit Dresden og i otteren med til vinde sølv i 1965 og i fireren med styrmand bronze i 1966 ved de østtyske mesterskaber. I 1968 blev han østtysk mester i otteren.
Samme år blev otteren delt op, så Semetzky kom til at ro firer med styrmand sammen med Manfred Gelpke, Klaus Jacob, Peter Kremtz og Roland Göhler og kom med til OL 1968 i Mexico City. Her vandt østtyskerne deres indledende heat og deres semifinale, men i finalen var det New Zealand, der noget overraskende sikrede sig sejren mere end to sekunder foran østtyskerne, der fik guld, mens Schweiz blev nummer tre.

### Videre karriere
Semetzky blev uddannet skibskaptajn og kom til at sejle. Efter den tyske genforening stod han i spidsen for et feriekompleks, inden han blev ejer af et rejsebureau.

## OL-medaljer
- 1968:  Sølv i firer med styrmand